# Методы активного обучения
Методы активного обучения (МАО) — совокупность педагогических действий и приёмов, направленных на организацию учебного процесса и создающего специальными средствами условия, мотивирующие обучающихся к самостоятельному, инициативному и творческому освоению учебного материала в процессе познавательной деятельности.

## Особенности методов
Появление методов активного обучения связано со стремлением преподавателей и тренеров активизировать познавательную деятельность обучающихся или способствовать её повышению.
В образовательном процессе в явном виде проявляется три вида активности: мышление, действие и речь. Ещё один в неявном — эмоционально-личностное восприятие информации. В зависимости от типа используемых методов активного обучения на занятии может реализовываться либо один из видов, либо их сочетание. Степень активизации учащихся рассматривается в зависимости от того, какие и сколько из четырёх видов активности обучающихся на занятии проявляется. Например, на лекции используется мышление (в первую очередь память), на практическом занятии — мышление и действие, в дискуссии — мышление, речь и иногда эмоционально-личностное восприятие, в деловой игре — все виды активности, на экскурсии — только эмоционально-личностное восприятие. Этот подход согласуется с экспериментальными данными, которые свидетельствуют, что при лекционной подаче материала усваивается не более 20-30% информации, при самостоятельной работе с литературой — до 50%, при проговаривании — до 70%, а при личном участии в изучаемой деятельности (например, в деловой игре) — до 90%.
Методы могут использоваться как самостоятельные педагогические разработки, так и в сочетании с традиционными. Существуют также принципы активизации традиционных форм обучения. Подходы к системному использованию МАО изложены в теории активного обучения.
М.Новик выделяет следующие отличительные особенности активного обучения:
- принудительная активизация мышления, когда обучаемый вынужден быть активным независимо от его желания;
- достаточно длительное время вовлечения обучаемых в учебный процесс, поскольку их активность должна быть не кратковременной и эпизодической, а в значительной мере устойчивой и длительной (т.е. в течение всего занятия);
- самостоятельная творческая выработка решений, повышенная степень мотивации и эмоциональности обучаемых.

## Признаки методов
Чаще всего, выделяют следующие признаки:
1. Проблемности. Основная задача при этом состоит в том, чтобы ввести обучаемого в проблемную ситуацию, для выхода из которой (для принятия решения или нахождения ответа) ему не хватает имеющихся знаний, и он вынужден сам активно формировать новые знания с помощью преподавателя и с участием других слушателей, основываясь на известном ему чужом и своем профессиональном опыте, логике и здравом смысле. Оптимальный вариант проблемной задачи — та задача, решение которой неоднозначно даже для специалиста, преподавателя.
2. Адекватности учебно-познавательной деятельности характеру будущих практических (должностных) задач и функций обучаемого. Особенно это касается вопросов личностного общения, служебных и должностных взаимоотношений. Благодаря его реализации возможно формирование эмоционально-личностного восприятия обучающимися профессиональной деятельности. Наиболее полно подходы к реализации этого признака изложены в теории контекстного обучения. Поэтому этот признак трактуется также как осуществление контекстного обучения.
3. Взаимообучения. Стержневым моментом многих форм проведения занятий с применением методов активного обучения является коллективная деятельность и дискуссионная форма обсуждения. Этот признак не отрицает индивидуализацию обучения, но требует его разумного сочетания и умелого использования. Многочисленные эксперименты по развитию интеллектуальных возможностей школьников показали, что использование коллективных форм обучения оказывало даже большее влияние на их развитие, чем факторы чисто интеллектуального характера.
4. Индивидуализации. Требование организации учебно-познавательной деятельности с учётом индивидуальных способностей и возможностей обучающегося. Признак также подразумевает развитие у обучающихся механизмов самоконтроля, саморегулирования, самообучения.
5. Исследования изучаемых проблем и явлений. Реализация признака позволяет обеспечить формирование отправных начальных моментов навыков, необходимых для успешного самообразования, основанного на умении анализировать, обобщать, творчески подходить к использованию знаний и опыта.
6. Непосредственности, самостоятельности взаимодействия обучающихся с учебной информацией. При традиционном обучении педагог (равно как и весь используемый им комплекс дидактических средств) исполняет роль «фильтра», пропускающего через себя учебную информацию. При активизации обучения — педагог отходит на уровень обучающихся и в роли помощника участвует в процессе их взаимодействии с учебным материалом, в идеале преподаватель становится руководителем их самостоятельной работы, реализуя принципы педагогики сотрудничества.
7. Мотивации. Активность, как индивидуальной, так и коллективной, как самостоятельной, так и регламентируемой учебно-познавательной деятельности обучающихся, развивается и поддерживается системой мотивации. При этом к числу используемых преподавателем мотивов обучающихся относят:

- Профессиональный интерес.
- Творческий характер учебно-познавательной деятельности.
- Состязательность, игровой характер проведения занятий.
- Эмоциональное воздействие. В условиях проблемности содержания, творческого характера и состязательности деятельности происходит быстрый, резкий ввод в действие резервов организма. Возникающие при этом эмоции активизируют, побуждают человека, инициируют его направленность на совершение деятельности.

## Классификация
Сегодня существуют различные подходы к классификации МАО. В качестве отличительных признаков, используются: степень активизации слушателей, характер учебно-познавательной и игровой деятельности, способ организации игрового взаимодействия, место проведения занятий, их целевое назначение, тип используемой имитационной модели и многие другие.
По характеру учебно-познавательной деятельности (чаще всего используют именно эту классификацию) методы активного обучения подразделяют на: имитационные методы, базирующиеся на имитации профессиональной деятельности, и неимитационные. Имитационные, в свою очередь, подразделяют на игровые и неигровые. При этом к неигровым относят анализ конкретных ситуаций (АКС), разбор деловой почты руководителя, действия по инструкции и т. д. Игровые методы подразделяют  
на: 
- деловые игры,
- дидактические или учебные игры,
- игровые ситуации,
- ролевые игры
- игровые приемы и процедуры,
- тренинги в активном режиме,
- имитационные модели,
- имитационные игры.

При этом к игровым процедурам и приемам относят средства реализации отдельных, единичных принципов. В первую очередь, различные формы активизации лекций и других традиционных форм обучения, игровые педагогические приемы, отдельные средства активизации. Например, лекцию с использованием метода анализа конкретных ситуаций в виде иллюстрации осуществляемой преподавателем, лекцию с запланированными ошибками, лекцию вдвоем, проблемную лекцию, творческую задачу — реализующие принцип проблемности; лекцию пресс-конференцию, лекцию-дискуссию, лекцию-беседу — принцип диалогового общения.
Игровые ситуации представляются средством реализации двух и более принципов, не совпадающим с деловой игрой (по количеству) составом элементов и не имеющим формализованной структуры, правил поведения на игровой площадке, регламента. Примером игровой ситуации можно считать дискуссионные занятия, проводимые в развернутом виде, с незапланированными выступлениями и оппонированием, когда заранее неизвестно кто и в каком качестве (докладчика, критика, провокатора) будет участвовать в обсуждении. А также ситуации, используемые для ролевых игр, театрализованных игр, упрощенных управленческих тренингов и т. п.
Если же игровая ситуация используется в качестве основы, но деятельность участников формализована, то есть имеются правила, жесткая система оценивания, предусмотрен порядок действий, регламент, то можно считать, что мы имеем дело с Дидактической игрой.
К Деловым играм соответственно относятся методы, реализующие всю совокупность элементов, а, следовательно, и весь комплекс принципов активизации, характерных для методов активного обучения.
Под не имитационными методами понимают — стажировку на рабочем месте, программированное обучение, проблемную лекцию, выпускную работу.
По назначению выделяют: мотивацию познавательной деятельности, сообщение учебной информации; формирование и совершенствование профессиональных умений и навыков; освоение передового опыта, контроль результатов обучения.
По типу деятельности участников при поиске решения задач выделяют методы, построенные на: ранжировании по различным признакам предметов или действий; оптимизации процессов и структур; проектировании и конструировании объектов; выборе тактики действий в управлении, общении и конфликтных ситуациях; решении инженерно-конструкторской, исследовательской, управленческой или социально-психологической задачи; демонстрации и тренинг навыков внимания, выдумки, оригинальности, быстроты мышления и другие.
По численности участвующих выделяют: индивидуальные, групповые, коллективные методы, а также методы, предполагающие работу участников в диадах и триадах.
По месту проведения различают: аудиторные и внеаудиторные, выездные, экскурсионные.
По принципу использования вычислительной техники — ручные, (без использования ВТ); компьютерные — игры на ЭВМ; и игры с компьютерным обеспечением.

## Структура
Выделяют  четыре структурные группы элементов игровой деятельности, которые имеют место при реализации всех форм и методов активного обучения. 
1. Проблемное содержание. Имитационная модель — это основной, центральный элемент деловой игры. Если рассматривать весь комплекс методов активного обучения, то в основе других игровых форм, вместо неё, могут использоваться творческие (или проблемные) задачи, ситуационные задачи, проблемные вопросы. Вторым элементом реализации проблемного содержания выступает игровая среда.
2. Организация участников игрового действия. Этот элемент игры отражается в способах формировании команд, определении и распределении ролей.
3. Игровое взаимодействие. Порядок, вид и способы действий участников определяют правила, которые описываются отдельно или в сценарии игры. Условия, в которых осуществляется игровое взаимодействие, называют игровой обстановкой.
4. Методическое обеспечение. Требование формирования дидактической модели игрового действия, реализации принципа двуплановости выполняется при осуществлении всех перечисляемых выше игровых элементов, но только дидактическим целям служат такие игровые элементы как погружение, рефлексия и система оценивания. Они обеспечивают успешность игрового действия и поэтому в наибольшей степени отвечают дидактическим целям игры. Совокупность всех игровых элементов в части их дидактической направленности трактуется как игровая модель.